# ويليام كيلي (سياسي نيوزلندي)
ويليام كيلي (بالإنجليزية: William Kelly)‏ هو سياسي نيوزلندي وأيرلندي، ولد في 1840 بمقاطعة لاوث في جمهورية أيرلندا، وتوفي في 19 سبتمبر 1907 بأوكلاند في نيوزيلندا. حزبياً، نشط في الحزب الليبيرالي النيوزيلندي. وقد انتخب عضو مجلس النواب نيوزيلندا.